# Campeões mundiais da ITF
A Federação Internacional de Tênis (ITF) denomina um campeões mundiais (em inglês: ITF World Champions Awards) anualmente, baseado nas performances ao longo da temporada, destacando os torneios do Grand Slam, a Copa Davis e a Copa Billie Jean King. Os campeões masculinos e femininos de simples começaram a ser premiados em 1978. O título depois foi para duplistas, juvenis e cadeirantes. Às vezes, é chamado de prêmio "Jogador do Ano da ITF", aludindo a outras condecorações de fim de ano semelhantes no tênis.

## Profissional
| Ano  | Jogador do ano  | Jogadora do ano         | Dupla masc. do ano                | Duplas fem. do ano                    |
| ---- | --------------- | ----------------------- | --------------------------------- | ------------------------------------- |
| 2023 | Novak Djokovic  | Aryna Sabalenka         | Joe Salisbury Rajeev Ram          | Storm Hunter Elise Mertens            |
| 2022 | Rafael Nadal    | Iga Świątek             | Joe Salisbury Rajeev Ram          | Barbora Krejčíková Kateřina Siniaková |
| 2021 | Novak Djokovic  | Ashleigh Barty          | Nikola Mektić Mate Pavić          | Barbora Krejčíková Kateřina Siniaková |
| 2020 | –               | –                       | –                                 | –                                     |
| 2019 | Rafael Nadal    | Ashleigh Barty          | Juan Sebastián Cabal Robert Farah | Tímea Babos Kristina Mladenovic       |
| 2018 | Novak Djokovic  | Simona Halep            | Mike Bryan Jack Sock              | Barbora Krejčíková Kateřina Siniaková |
| 2017 | Rafael Nadal    | Garbiñe Muguruza        | Łukasz Kubot Marcelo Melo         | Martina Hingis Chan Yung-jan          |
| 2016 | Andy Murray     | Angelique Kerber        | Jamie Murray Bruno Soares         | Caroline Garcia Kristina Mladenovic   |
| 2015 | Novak Djokovic  | Serena Williams         | Jean-Julien Rojer Horia Tecău     | Martina Hingis Sania Mirza            |
| 2014 | Novak Djokovic  | Serena Williams         | Bob Bryan Mike Bryan              | Sara Errani Roberta Vinci             |
| 2013 | Novak Djokovic  | Serena Williams         | Bob Bryan Mike Bryan              | Sara Errani Roberta Vinci             |
| 2012 | Novak Djokovic  | Serena Williams         | Bob Bryan Mike Bryan              | Sara Errani Roberta Vinci             |
| 2011 | Novak Djokovic  | Petra Kvitová           | Bob Bryan Mike Bryan              | Květa Peschke Katarina Srebotnik      |
| 2010 | Rafael Nadal    | Caroline Wozniacki      | Bob Bryan Mike Bryan              | Gisela Dulko Flavia Pennetta          |
| 2009 | Roger Federer   | Serena Williams         | Bob Bryan Mike Bryan              | Serena Williams Venus Williams        |
| 2008 | Rafael Nadal    | Jelena Janković         | Daniel Nestor Nenad Zimonjić      | Cara Black Liezel Huber               |
| 2007 | Roger Federer   | Justine Henin           | Bob Bryan Mike Bryan              | Cara Black Liezel Huber               |
| 2006 | Roger Federer   | Justine Henin           | Bob Bryan Mike Bryan              | Lisa Raymond Samantha Stosur          |
| 2005 | Roger Federer   | Kim Clijsters           | Bob Bryan Mike Bryan              | Lisa Raymond Samantha Stosur          |
| 2004 | Roger Federer   | Anastasia Myskina       | Bob Bryan Mike Bryan              | Virginia Ruano Pascual Paola Suárez   |
| 2003 | Andy Roddick    | Justine Henin           | Bob Bryan Mike Bryan              | Virginia Ruano Pascual Paola Suárez   |
| 2002 | Lleyton Hewitt  | Serena Williams         | Mark Knowles Daniel Nestor        | Virginia Ruano Pascual Paola Suárez   |
| 2001 | Lleyton Hewitt  | Jennifer Capriati       | Jonas Björkman Todd Woodbridge    | Lisa Raymond Rennae Stubbs            |
| 2000 | Gustavo Kuerten | Martina Hingis          | Todd Woodbridge Mark Woodforde    | Julie Halard-Decugis Ai Sugiyama      |
| 1999 | Andre Agassi    | Martina Hingis          | Mahesh Bhupathi Leander Paes      | Martina Hingis Anna Kournikova        |
| 1998 | Pete Sampras    | Lindsay Davenport       | Jacco Eltingh Paul Haarhuis       | Lindsay Davenport Natasha Zvereva     |
| 1997 | Pete Sampras    | Martina Hingis          | Todd Woodbridge Mark Woodforde    | Lindsay Davenport Jana Novotná        |
| 1996 | Pete Sampras    | Steffi Graf             | Todd Woodbridge Mark Woodforde    | Lindsay Davenport Mary Joe Fernández  |
| 1995 | Pete Sampras    | Steffi Graf             | –                                 | –                                     |
| 1994 | Pete Sampras    | Arantxa Sánchez Vicario | –                                 | –                                     |
| 1993 | Pete Sampras    | Steffi Graf             | –                                 | –                                     |
| 1992 | Jim Courier     | Monica Seles            | –                                 | –                                     |
| 1991 | Stefan Edberg   | Monica Seles            | –                                 | –                                     |
| 1990 | Ivan Lendl      | Steffi Graf             | –                                 | –                                     |
| 1989 | Boris Becker    | Steffi Graf             | –                                 | –                                     |
| 1988 | Mats Wilander   | Steffi Graf             | –                                 | –                                     |
| 1987 | Ivan Lendl      | Steffi Graf             | –                                 | –                                     |
| 1986 | Ivan Lendl      | Martina Navratilova     | –                                 | –                                     |
| 1985 | Ivan Lendl      | Martina Navratilova     | –                                 | –                                     |
| 1984 | John McEnroe    | Martina Navratilova     | –                                 | –                                     |
| 1983 | John McEnroe    | Martina Navratilova     | –                                 | –                                     |
| 1982 | Jimmy Connors   | Martina Navratilova     | –                                 | –                                     |
| 1981 | John McEnroe    | Chris Evert             | –                                 | –                                     |
| 1980 | Björn Borg      | Chris Evert             | –                                 | –                                     |
| 1979 | Björn Borg      | Martina Navratilova     | –                                 | –                                     |
| 1978 | Björn Borg      | Chris Evert             | –                                 | –                                     |

## Juvenil

### Simples e duplas combinados (presente–2004)
| Ano  | Jogador do ano         | Jogadora do ano          |
| ---- | ---------------------- | ------------------------ |
| 2023 | João Fonseca           | Alina Korneeva           |
| 2022 | Gilles-Arnaud Bailly   | Lucie Havlíčková         |
| 2021 | Shang Juncheng         | Petra Marčinko           |
| 2020 | –                      | –                        |
| 2019 | Thiago Agustin Tirante | Diane Parry              |
| 2018 | Tseng Chun-hsin        | Clara Burel              |
| 2017 | Axel Geller            | Whitney Osuigwe          |
| 2016 | Miomir Kecmanović      | Anastasia Potapova       |
| 2015 | Taylor Fritz           | Dalma Gálfi              |
| 2014 | Andrey Rublev          | Catherine Bellis         |
| 2013 | Alexander Zverev       | Belinda Bencic           |
| 2012 | Filip Peliwo           | Taylor Townsend          |
| 2011 | Jiří Veselý            | Irina Khromacheva        |
| 2010 | Juan Sebastián Gómez   | Daria Gavrilova          |
| 2009 | Daniel Berta           | Kristina Mladenovic      |
| 2008 | Yang Tsung-hua         | Noppawan Lertcheewakarn  |
| 2007 | Ričardas Berankis      | Urszula Radwańska        |
| 2006 | Thiemo de Bakker       | Anastasia Pavlyuchenkova |
| 2005 | Donald Young           | Victoria Azarenka        |
| 2004 | Gaël Monfils           | Michaëlla Krajicek       |

### Simples e duplas separados (2003–1978)
| Ano  | Jogador do ano     | Jogadora do ano      | Duplista(s) masc. do ano          | Duplista(s) fem. do ano                             |
| ---- | ------------------ | -------------------- | --------------------------------- | --------------------------------------------------- |
| 2003 | Marcos Baghdatis   | Kirsten Flipkens     | Scott Oudsema                     | Andrea Hlaváčková                                   |
| 2002 | Richard Gasquet    | Barbora Strýcová     | Florin Mergea Horia Tecău         | Kim Clijsters                                       |
| 2001 | Gilles Müller      | Svetlana Kuznetsova  | Bruno Echagaray Santiago González | Petra Cetkovská                                     |
| 2000 | Andy Roddick       | María Emilia Salerni | Lee Childs James Nelson           | María Emilia Salerni                                |
| 1999 | Kristian Pless     | Lina Krasnoroutskaya | Julien Benneteau Nicolas Mahut    | Daniela Bedáňová                                    |
| 1998 | Roger Federer      | Jelena Dokić         | José de Armas                     | Eva Dyrberg                                         |
| 1997 | Arnaud Di Pasquale | Cara Black           | Nicolás Massú                     | Irina Selyutina Cara Black                          |
| 1996 | Sébastien Grosjean | Amélie Mauresmo      | Sébastien Grosjean                | Jitka Schönfeldová Michaela Paštiková               |
| 1995 | Mariano Zabaleta   | Anna Kournikova      | Kepler Orellana                   | Ludmila Varmuzova                                   |
| 1994 | Federico Browne    | Martina Hingis       | Benjamin Ellwood                  | Martina Nedelkova                                   |
| 1993 | Marcelo Ríos       | Nino Louarsabishvili | Steven Downs                      | Cristina Moros                                      |
| 1992 | Brian Dunn         | Rossana de los Ríos  | Enrique Abaroa                    | Predefinição:Flaficon Nancy Feber Laurence Courtois |
| 1991 | Thomas Enqvist     | Zdeňka Málková       | Karim Alami                       | Eva Martincová                                      |
| 1990 | Andrea Gaudenzi    | Karina Habšudová     | Mårten Renström                   | Karina Habšudová                                    |
| 1989 | Nicklas Kulti      | Florencia Labat      | Wayne Ferreira                    | Andrea Strnadová                                    |
| 1988 | Nicolás Pereira    | Cristina Tessi       | David Rikl Tomáš Anzari           | Jo-Anne Faull                                       |
| 1987 | Jason Stoltenberg  | Natalia Zvereva      | Jason Stoltenberg                 | Natalia Medvedeva                                   |
| 1986 | Javier Sánchez     | Patricia Tarabini    | Tomás Carbonell                   | Leila Meskhi                                        |
| 1985 | Claudio Pistolesi  | Laura Garrone        | Petr Korda Cyril Suk              | Mariana Perez-Roldan Patricia Tarabini              |
| 1984 | Mark Kratzmann     | Gabriela Sabatini    | Agustín Moreno                    | Mercedes Paz                                        |
| 1983 | Stefan Edberg      | Pascale Paradis      | Mark Kratzmann                    | Larisa Savchenko                                    |
| 1982 | Guy Forget         | Gretchen Rush        | Fernando Pérez Pascal             | Beth Herr                                           |
| 1981 | Pat Cash           | Zina Garrison        | –                                 | –                                                   |
| 1980 | Thierry Tulasne    | Susan Mascarin       | –                                 | –                                                   |
| 1979 | Raúl Viver         | Mary-Lou Piatek      | –                                 | –                                                   |
| 1978 | Ivan Lendl         | Hana Mandlíková      | –                                 | –                                                   |

## Cadeirante
| Ano  | Jogador do ano      | Jogadora do ano        | Quad do ano  |
| ---- | ------------------- | ---------------------- | ------------ |
| 2023 | Alfie Hewett        | Diede de Groot         | Niels Vink   |
| 2022 | Shingo Kunieda      | Diede de Groot         | Niels Vink   |
| 2021 | Shingo Kunieda      | Diede de Groot         | Dylan Alcott |
| 2020 | –                   | –                      | –            |
| 2019 | Gigi Fernández      | Diede de Groot         | Dylan Alcott |
| 2018 | Shingo Kunieda      | Diede de Groot         | Dylan Alcott |
| 2017 | Gigi Fernández      | Yui Kamiji             | David Wagner |
| 2016 | Gordon Reid         | Jiske Griffioen        | –            |
| 2015 | Shingo Kunieda      | Jiske Griffioen        | –            |
| 2014 | Shingo Kunieda      | Yui Kamiji             | –            |
| 2013 | Shingo Kunieda      | Aniek van Koot         | –            |
| 2012 | Stéphane Houdet     | Esther Vergeer         | –            |
| 2011 | Maikel Scheffers    | Esther Vergeer         | –            |
| 2010 | Shingo Kunieda      | Esther Vergeer         | –            |
| 2009 | Shingo Kunieda      | Esther Vergeer         | –            |
| 2008 | Shingo Kunieda      | Esther Vergeer         | –            |
| 2007 | Shingo Kunieda      | Esther Vergeer         | –            |
| 2006 | Robin Ammerlaan     | Esther Vergeer         | –            |
| 2005 | Michaël Jeremiasz   | Esther Vergeer         | –            |
| 2004 | David Hall          | Esther Vergeer         | –            |
| 2003 | David Hall          | Esther Vergeer         | –            |
| 2002 | David Hall          | Esther Vergeer         | –            |
| 2001 | Ricky Molier        | Esther Vergeer         | –            |
| 2000 | David Hall          | Esther Vergeer         | –            |
| 1999 | Stephen Welch       | Daniela Di Toro        | –            |
| 1998 | David Hall          | Daniela Di Toro        | –            |
| 1997 | Ricky Molier        | Chantal Vandierendonck | –            |
| 1996 | Ricky Molier        | Chantal Vandierendonck | –            |
| 1995 | David Hall          | Monique Kalkman        | –            |
| 1994 | Laurent Giammartini | Monique Kalkman        | –            |
| 1993 | Kai Schramayer      | Monique Kalkman        | –            |
| 1992 | Laurent Giammartini | Monique Van Den Bosch  | –            |
| 1991 | Randy Swnow         | Chantal Vandierendonck | –            |